# Undercroft (hudební skupina)
Undercroft je chilská death metalová hudební skupina založená v roce 1991 v hlavním městě Santiago de Chile. Patří mezi nejznámější chilské metalové kapely. Hudební inspirací byly např. skupiny Death, Autopsy, Possessed, Iron Maiden, Metallica, Slayer, Kreator, Venom, Destruction, Hellhammer.
V roce 1992 vyšlo první demo Abnormal Deface. V roce 1994 měla kapela na kontě již tři dema a dostala příležitost otevírat koncert německých Kreator. Později hráli i se Švédy Therion v Argentině. V roce 1995 vyšlo první studiové album s názvem Twisted Souls. O rok později si zahráli na koncertě před americkou deathmetalovou legendou Morbid Angel v Santiagu de Chile během jejich jihoamerického turné.
V roce 2000 se kapela (v obměněné sestavě) přestěhovala do švédského Stockholmu a o několik let později do německého Hamburku.

## Diskografie

### Dema
- Abnormal Deface (1992)
- To the Final Battle (1993)
- Demons Awake, Revenge Is Near (1993)

### Studiová alba
- Twisted Souls (1995)
- Bonebreaker (1997)
- Danza Macabra (2000)
- Evilusion (2002)
- Lethally Growing (2006)
- Ruins of Gomorrah (2012)

### Live alba
- Bastard Live Hamburg (2004)

### Kompilace
- Re-Demolition (1998)

### Singly
- Enemigo (2006)
- El Triunfo De La Muerte (2010)